# 자유청년연합
자유청년연합은 대한민국의 보수성향 시민단체이다.

## 활동
- JTBC 손석희 사장이 연루된 폭행사건을 고발[1]